# 22577 Alfiuccio
22577 Alfiuccio este un asteroid din centura principală de asteroizi.

## Descriere
22577 Alfiuccio este un asteroid din centura principală de asteroizi. A fost descoperit pe 30 aprilie 1998 la Stația Anderson Mesa în cadrul programului LONEOS. Asteroidul prezintă o orbită caracterizată de o semiaxă mare de 2,29 ua, o excentricitate de 0,15 și o înclinație de 3,9° în raport cu ecliptica.